# Gotthard Zätterström
Frans Gotthard Zätterström, född 18 oktober 1864 i Malmö Karoli församling, Malmöhus län, död 30 augusti 1923 i Oscars församling, Stockholms stad, var en svensk grosshandlare.
Han var son till skräddarmästare Håkan Andersson Zetterström och Pernilla Berg. Han var sekreterare vid danska konsulatet i Malmö 1881–1884 och stenkolsimportör där 1889–1906. Han var spansk konsul 1901–1906. 1910–1921 var han styrelseledamot och skattmästare i Sveriges allmänna konstförening. När föreningen Nationalmusei vänner bildades 1911 blev han dess förste skattmästare vilket han var till 1921. Han hade även styrelseuppdrag i Ord och Bild.
Han gifte sig 1890 med Hilda Åkerman (1868–1912), dotter till godsägare Carl Wilhelm Åkerman och Louise Åman i Västra Tvet i Torna Hällestad. Han fick sex söner med Hilda Åkerman. Eric (1891–1969), Gösta Herved (1892–1977), Carl Axel (1895–1966), tvillingarna Sven Håkan (1897–1972) och Knut Wilhelm (1897–1993) samt Gotthard Arkates (1901–1949).
Märta Traung, som först var guvernant hos familjen Zätterström, blev Zätterströms andra hustru. År 1906 gifte han om sig med henne. Märta Traung (1884–1970), blev känd som matskribenten Märta Zätterström och var för övrigt syster till Olof Traung. Deras föräldrar var skeppsredaren Teodor Traung och Elin Tenow. I Zätterströms andra gifte föddes tre barn, nämligen Birgitta (1908–1997), gift med Fredrik af Klercker, Pernilla Tunberger (1912–1986) och Håkan Teodor (1918–1998).
Gotthard Zätterström och hans andra hustru är begravda på Norra begravningsplatsen utanför Stockholm.